# ویکتور ریبالکو
ویکتور پیوتری ریبالکو (ارمنی: Վիկտոր Պյոտրի Ռիբալկո؛ زادهٔ ۹ مهٔ ۱۹۳۲) یک  سیاستمدار اهل ارمنستان است که از تاریخ ۱۹۹۰ تا تاریخ ۱۹۹۵ سمت نمایندگی دوره اول شورای عالی جمهوری ارمنستان را برعهده داشت.

## زندگی‌نامه
در ۹ مهٔ ۱۹۳۲ ‏در ارمنستان به دنیا آمد . 